# Futu (köpinghuvudort i Kina, Hubei Sheng, lat 29,90, long 115,08)
Futu är en köpinghuvudort i Kina. Den ligger i provinsen Hubei, i den centrala delen av landet, omkring 110 kilometer sydost om provinshuvudstaden Wuhan. Antalet invånare är 73 213. Befolkningen består av 35 425 kvinnor och 37 788 män. Barn under 15 år utgör 21,0 %, vuxna 15-64 år 71 %, och äldre över 65 år 6,0 %.
Runt Futu är det tätbefolkat, med 397 invånare per kvadratkilometer. Närmaste större samhälle är Xingguo, 14,5 km sydost om Futu. Trakten runt Futu består till största delen av jordbruksmark.
Genomsnittlig årsnederbörd är 2 084 millimeter. Den regnigaste månaden är maj, med i genomsnitt 332 mm nederbörd, och den torraste är januari, med 56 mm nederbörd.